# Франция на летних Олимпийских играх 1936
На летних Олимпийских играх 1936 года Францию представлял 201 спортсмен (190 мужчин, 11 женщин). Они завоевали 7 золотых, 6 серебряных и 6 бронзовых медали, что вывело сборную на 5-е место в неофициальном командном зачёте.

## Медалисты
| Медаль  | Спортсмен                                                                           | Вид спорта                  | Дисциплина                                     |
| ------- | ----------------------------------------------------------------------------------- | --------------------------- | ---------------------------------------------- |
| Золото  | Жан Деспо                                                                           | Бокс                        | Мужчины, до 72,6 кг                            |
| Золото  | Роже Мишело                                                                         | Бокс                        | Мужчины, до 79,4 кг                            |
| Золото  | Робер Шарпентье                                                                     | Велоспорт                   | Мужчины, гонка по шоссе                        |
| Золото  | Робер Шарпентье Робер Доржебреи Ги Лапеби                                           | Велоспорт                   | Мужчины, командная гонка по шоссе              |
| Золото  | Роже Ле Низери Робер Шарпентье Жан Гужон Ги Лапеби                                  | Велоспорт                   | Мужчины, командная гонка преследования         |
| Золото  | Луи Остен                                                                           | Тяжёлая атлетика            | Мужчины, до 82,5 кг                            |
| Золото  | Эмиль Пуальве                                                                       | Борьба                      | Мужчины, вольная борьба, до 79 кг              |
| Серебро | Анри Эберхард                                                                       | Гребля на байдарках и каноэ | Мужчины, байдарка-одиночка разборная, 10.000 м |
| Серебро | Ги Лапеби                                                                           | Велоспорт                   | Мужчины, гонка по шоссе                        |
| Серебро | Пьер Жорж                                                                           | Велоспорт                   | Мужчины, гит 1000 м                            |
| Серебро | Андре Жуссом Жерар де Баллорр Даниэль Гиллуа                                        | Конный спорт                | Выездка, командное первенство                  |
| Серебро | Эдвар Гардер                                                                        | Фехтование                  | Мужчины, рапира, личное первенство             |
| Серебро | Эдвар Гардер Андре Гардер Жак Кутро Рене Буньоль Рене Бонду Рене Лемуэн             | Фехтование                  | Мужчины, рапира, командное первенство          |
| Бронза  | Луи Шейо                                                                            | Велоспорт                   | Мужчины, спринт                                |
| Бронза  | Пьер Жорж Жорж Матон                                                                | Велоспорт                   | Мужчины, тандем                                |
| Бронза  | Анри Дюльё Филипп Катьо Жорж Бюшар Поль Вормсер Мишель Пешё Бернар Шмец             | Фехтование                  | Мужчины, шпага, командное первенство           |
| Бронза  | Марко Фуркад Жорж Тапи Ноэль Вандернотт                                             | Академическая гребля        | Мужчины, двойки распашные с рулевым            |
| Бронза  | Фернан Вандернотт Марсель Вандернотт Марсель Косма Марсель Шовинье Ноэль Вандернотт | Академическая гребля        | Мужчины, четвёрки распашные с рулевым          |
| Бронза  | Шарль де Жаммоньер                                                                  | Стрельба                    | Мужчины, пистолет, 50 м                        |

## Результаты соревнований

### Академическая гребля
Соревнования в академической гребле на Играх 1936 года проходили с 11 по 14 августа. В следующий раунд из каждого заезда проходили несколько лучших экипажей (в зависимости от раунда и дисциплины). В финал выходили 6 сильнейших экипажей.
Мужчины
| Соревнование | Спортсмены | Предварительный заезд | Предварительный заезд | Предварительный заезд | Отборочный заезд | Отборочный заезд | Отборочный заезд | Полуфинал            | Полуфинал            | Полуфинал            | Финал                | Финал                |
| Соревнование | Спортсмены | Заезд                 | Время                 | Место                 | Заезд            | Время            | Место            | Заезд                | Время                | Место                | Время                | Место                |
| ------------ | ---------- | --------------------- | --------------------- | --------------------- | ---------------- | ---------------- | ---------------- | -------------------- | -------------------- | -------------------- | -------------------- | -------------------- |
| одиночки     | Анри Бано  | 3                     | 7:39,9                | 2                     | 3                | 7:49,0           | 3                | завершил выступление | завершил выступление | завершил выступление | завершил выступление | завершил выступление |